# Подаляк, Наталья Гордеевна
Наталья Гордеевна Подаляк (укр. Наталія Гордіївна Подаляк) (28 октября 1948, Мозырь, теперь в Гомельской области, Белоруссия — 25 июля 2010, Киев, Украина) — советский и украинский историк, доктор исторических наук, профессор.

## Биография
Родилась в семье военнослужащих. В 1971 г. закончила обучение на историческом факультете Киевского университета. В 1977 г. защитила кандидатскую диссертацию по тематике средневекового города под научным руководством В. Маркиной. С 1981 по 1999 г. проработала доцентом в Киевском институте культуры (в 1997 г. был переименован в Киевский университет культуры и искусства). В 1999 г. защитила докторскую диссертацию по теме «Частновладельческие города Мекленбурга и торгово-политическая система Ганзы в ХІІ-XV веках» («Приватносеньйоріальні міста Мекленбурга і торгово-політична система Ганзи у ХІІ-XV століттях»).
В период с 1999 по 2010 г. была профессором Дипломатической академии Украины при МИД Украины, а также в Национальном университете «Киево-Могилянская академия». Являлась членом Ганзейского исторического общества. Основными научными интересами были история средневекового города, торгово-политической деятельности Ганзейского союза немецких городов.

## Основные труды

### Монографии
- Подаляк Н. Г. Ганза: мир торговли и политики в XII—XVII столетиях. — К.: Дипломатическая академия при Министерстве иностранных дел Украины, 1998. — 202 с.
- Подаляк Н. Г. Могутня Ганза. Комерційний простір, міське життя і дипломатія XII—XVII століть. — К.: Темпора, 2009. — 360 с.

### Учебники
- Подаляк Н. Г. Всесвітня історія: Новий час (кінець XV—XVIII ст.). Підручник для 8 класу. — К.: Генеза, 2008. — 240 с. (2-е изд. — К.: Генеза, 2011. — 238 с.)
- Подаляк Н. Г. Історія середніх віків. Підручник для 7 класу. — К.: Фаренгейт, 2000. — 288 с. (2-е изд. — К.: Генеза, 2004. — 288 с.; 3-е изд. — К.: Генеза, 2007. — 236 с.)

### Статьи
- Подаляк Н. Г. «Битва за Балтику» і зміни в торговій політиці Ганзи в XV—XVI ст. // Український історичний журнал. — 2002. — № 2. — С. 27-36.
- Подаляк Н. Г. Борьба горожан Ростока против герцогов Мекленбургских на рубеже XV—XVI вв. // Средневековый город. — Саратов: Саратовский университет, 1987. — Вып. 8. — С. 116—125.
- Подаляк Н. Г. Влада і ремісники в містах вендської Ганзи в XIII—XIV ст. // Наукові записки Національного університета «Києво-Могилянська академія». — К.: КМ Академія, 2004. — Т. 30. — С. 59-63.
- Подаляк Н. Г. Вулф Вулфлам: карьера и судьба ганзейского дипломата XIV века // Средние века. — 2005. — Вып. 66. — С. 170—199.
- Подаляк Н. Г. Ганза // Город в средневековой цивилизации Западной Европы. — М.: Наука, 2000. — Т. 4. — С. 125—150.
- Подаляк Н. Г. Ганзейские города в борьбе против мекленбургских герцогов во второй половине XV в. // Ежегодник германской истории. — М., 1986. — С. 65-79.
- Подаляк Н. Г. Ганзейско-датское соперничество и политика Ганзы второй половины XIV в.: пути и методы реализации // Средние века. — 2002. — Вып. 63. — С. 195—209.
- Подаляк Н. Г. Дипломатичне покликання середньовічного купця Вулфа Вулфама // Науковий вісник Дипломатичної академії України. — К.: ДЕМІД, 2003. — Вип. 9. — С. 262—292.
- Подаляк Н. Г. «Купецька Ганза» та її іноземні контори у XII—XIII ст. // Історичний журнал. — 2004. — № 6-7. — С. 11-19.
- Подаляк Н. Г. Некоторые вопросы социально-экономического развития ганзейского города Ростока в немецкой историографии второй половины XIX—XX в. и опубликованных источниках // Историографический сборник. — Саратов, 1978. — Вып. 4. — С. 173—194.
- Подаляк Н. Г. Ремесленники в ратах вендской Ганзы в XIII—XV веках // Город в средневековой цивилизации Западной Европы. — М.: Наука, 2000. — Т. 3. — С. 68-73.
- Подаляк Н. Г. Ремесло та ремісники ганзейського Ростока у другій половині XV — першій половині XVI ст. // Український історичний журнал. — 1976. — № 9. — С. 118—122.
- Подаляк Н. Г. Репрезентація Ганзи на з’їздах другої половини XIV ст.: влада і церемоніал // Науковий вісник Дипломатичної академії України. — К.: Дипломатична академія України, 2008. — Вип. 14. — С. 156—160.
- Подаляк Н. Г. Ростокская «соборная распря» 1487—1491 гг. // Средние века. — 1989. — Вып. 52. — С. 64-78.
- Подаляк Н. Г. Ростоцький університет і німецькі гуманісти // Наукові записки Національного університета «Києво-Могилянська академія». — К.: КМ Академія, 2003. — Т. 22, ч. 1. — С. 144—148.
- Подаляк Н. Г. Социально-политическая борьба в городах Вендской Ганзы в XV в. // Средние века. — 1992. — Вып. 55. — С. 149—167.
- Подаляк Н. Г. Українські землі в системі торговельної мережі німецької Ганзи в XIV ст. // Вісник Чернігівського державного педагогічного університету. Серія: Історичні науки. — 2009. — Вип. 73. — № 6. — С. 21-25.
- Подаляк Н. Г. Ульрих фон Гуттен и Ростокский университет // Культура Возрождения 16 века. — М., 1997. — С. 44-50.
- Подаляк Н. Г. Юго-восточное направление ганзейской торговли: «горный путь» в XIV веке // Славяне и их соседи. Средние века — ранее время. — М.: Наука, 1999. — Вып. 9. — С. 105—113.